# Juan Antonio Mateos Cícero
Juan Antonio Mateos Cícero (* 26. November 1941 in Mexiko-Stadt) ist ein ehemaliger mexikanischer Botschafter.

## Leben
Die kenianische Regierung von Jomo Kenyatta und die Regierung von José López Portillo nahmen am 15. März 1977 diplomatische Beziehungen auf. Juan Antonio Mateos wurde zum mexikanischen Botschafter in Nairobi und später in Daressalam ernannt.
| Vorgänger                         | Amt                                                                  | Nachfolger                         |
| --------------------------------- | -------------------------------------------------------------------- | ---------------------------------- |
| —                                 | Mexikanischer Botschafter in Nairobi 10. Juli 1979 bis 31. Juli 1982 | Enrique Buj Flores                 |
| Rafael Rodríguez Barrera          | Mexikanischer Botschafter in Tel Aviv 24. März 1998 bis 2001         | Andrés Leopoldo Valencia Benavides |
| Eusebio Antonio de Icaza González | Mexikanischer Botschafter in Rabat 1. August 2003 bis 2006           | —                                  |